# Jusuf al-Marnisi
Jusuf al-Marnisi, Youssaf El Marnissi (arab. ‏يوسف المرنيسي‎, Yūsuf al-Marnīsī; ur. 2 lutego 1976 roku w Al-Husajmie) – marokański kierowca wyścigowy.

## Kariera
Al-Marnisi rozpoczął karierę w międzynarodowych wyścigach samochodowych w 2009 roku od startów w klasie M2A Morrocan Circuit Racing Championship, gdzie czterokrotnie stawał na podium. Uzbierane 35 punktów pozwoliło mu zdobyć tytuł wicemistrza serii. W tym samym roku w klasie Semi-Pro wyścigu Legends Car World Finals uplasował się na siódme pozycji, a klasie Pro był trzynasty. W późniejszych latach Marokańczyk pojawiał się także w stawce Africa Legends Cup, INEX Road Course Legends, World Touring Car Championship, Trofeo Maserati World Series oraz Renault Clio Eurocup.
W World Touring Car Championship Marokańczyk został zgłoszony do marokańskiej rundy w sezonie 2009 ze szwajcarską ekipą Maurer Motorsport. Nie wystartował jednak w żadnym wyścigu.